# Aerenicopsis
Aerenicopsis – rodzaj chrząszczy z rodziny kózkowatych i z podrodziny zgrzypikowych. 

## Zasięg występowania
Przedstawiciele tego rodzaju występują w Ameryce Płn. i Płd. od Meksyku na płn. po Argentynę na płd.

## Systematyka
Do Aerenicopsis zaliczanych jest 15 gatunków:
- Aerenicopsis angaibara
- Aerenicopsis championi
- Aerenicopsis hubrichi
- Aerenicopsis irumuara
- Aerenicopsis joseferreirai
- Aerenicopsis malleri
- Aerenicopsis megacephala
- Aerenicopsis mendosa
- Aerenicopsis perforata
- Aerenicopsis pugnatrix
- Aerenicopsis rejanae
- Aerenicopsis rufoantennata
- Aerenicopsis singularis
- Aerenicopsis sublesta
- Aerenicopsis virgata